# Мифунэ, Тосиро
Тосиро Мифунэ (яп. 三船 敏郎 Мифунэ Тосиро:, 1 апреля 1920, Циндао — 24 декабря 1997, Митака) — японский актёр. Наиболее известен по ролям в фильмах режиссёра Акиры Куросавы.

## Биография
Тосиро Мифунэ родился в Циндао (оккупированном Японией с начала Первой мировой войны) в семье японцев. Его отец Токудзо Мифунэ был коммерсантом и владельцем фотоателье. Тосиро рос в Даляне, куда его семья переехала в 1925 году, у него было два брата. В юности он работал в фотоателье своего отца. До девятнадцати лет он жил в Китае, но как японский гражданин был призван в армию Японии, где служил в ВВС в отделе аэрофотосъёмки.
В 1946 году Мифунэ демобилизовался и приехал в Токио. Он поступил на работу в кинокомпанию «Тохо» как помощник оператора. В это время из кинокомпании после длительной забастовки ушла большая группа актёров, и она организовала конкурс по поиску «новых лиц», в котором участвовало 4000 человек. Мифунэ привлёк внимание режиссёра Кадзиро Ямамото. На этом же конкурсе Мифунэ познакомился с актрисой Сатико Ёсиминэ, которая в 1950 году станет его супругой.
Первые фильмы с участием Мифунэ вышли в том же 1947 году — «Время новых дураков» Кадзиро Ямамото и «По ту сторону серебряного хребта» Сэнгити Танигути.
На съёмках второго фильма он познакомился с Акирой Куросавой. В 1948 году вышел фильм Куросавы «Пьяный ангел», где Мифунэ сыграл главную роль — молодого гангстера Мацунагу. С этого фильма началось многолетнее сотрудничество актёра и режиссёра. Международная слава пришла к ним обоим после фильма «Расёмон» (1950) по рассказу классика японской литературы Акутагавы Рюноскэ «В чаще». Мифунэ сыграл разбойника Тадзёмару. Японский критик Ивасаки писал, что однажды, в ожидании установки декораций, творческий коллектив «Расёмона» просматривал географический фильм об Африке. И когда на экране появился лев, режиссер воскликнул: «Смотри, Мифунэ, ведь это же твой Тадзёмару!».
В 1951 году Куросава экранизировал роман Достоевского «Идиот», перенеся сюжет в Японию. Мифунэ сыграл в этом фильме японский вариант купца Рогожина. «Семь самураев» (1954) стал одним из самых важных фильмов в творчестве как Мифунэ, так и Куросавы. В истории о том, как семь бедных самураев защищают деревню от бандитов, Мифунэ сыграл роль самурая-самозванца Кикутиё.
Мифунэ много снимался и у других режиссёров. В частности, он трижды воплотил в кино образ легендарного фехтовальщика Миямото Мусаси. Первый фильм трилогии «Самурай: Путь воина» вышел в 1954 году, продолжения последовали в 1955 и 1956 годах.
Выходили новые фильмы творческого тандема Куросава — Мифунэ: «Трон в крови» (1957; по пьесе Шекспира «Макбет»), «На дне» (1957; по одноимённой пьесе Максима Горького), «Три негодяя в скрытой крепости» (1958), «Телохранитель» (1961; по роману Дэшила Хэммета «Кровавая жатва»). В 1962 году актёр основал кинокомпанию «Мифунэ Продакшн» (Mifune Production), существующую по сей день.
Последней совместной работой Куросавы и Мифунэ стала драма «Красная борода» (1965), поставленная по одноимённому роману Сюгоро Ямамото. Личные разногласия разрушили тандем, пути актёра и режиссёра разошлись: Мифунэ продолжал эксплуатировать образ самурая, а Куросава отклонился от этой тематики.
С начала 1960-х Мифунэ активно снимается в европейском и американском кино. В вестерне Теренса Янга «Красное солнце» (1971) Мифунэ играет самурая из свиты японского посла, а его партнёры по фильму — Чарльз Бронсон и Ален Делон — бандитов с Дикого Запада. В 1979 году он снимается в роли командира японской подлодки в сатирической комедии Стивена Спилберга «1941», а в 1980 году — в пятисерийном телефильме «Сёгун», где снова воплощает образ самурая в роли даймё Ёси Торанаги. Джордж Лукас планировал пригласить Мифунэ для исполнения роли Оби-Вана Кеноби в четвёртом эпизоде «Звёздных войн».
В 1992 году, после съёмок во французско-канадском приключенческом фильме «Тень волка», у Мифунэ обнаружились проблемы с сердцем. После этого он практически перестал сниматься в кино, окончательно завершив карьеру в 1995 году. Актёр умер в 1997 году в г. Митака (префектура Токио) от полиорганной недостаточности. Похороны были организованы совместно кинокомпаниями «Тохо», Mifune Production и Kurosawa Production.

## Признание
Британский институт кино называет Тосиро Мифунэ «самым известным японским актёром в западном мире». За свою жизнь он был удостоен множества наград, включая приз Венецианского кинофестиваля.
В 1997 году журнал Empire включил Мифунэ в список ста лучших киноактёров всех времён; а в 2006 году его роль в фильме «Телохранитель» попала в список ста величайших ролей всех времён, составленный журналом Premiere.
7 сентября 2015 года вышел документальный фильм о творчестве и жизни актёра — «Мифунэ: Последний самурай».
15 ноября 2016 года посмертно удостоен персональной звезды на голливудской «Аллее славы».

## Фильмография
- 1947 — По ту сторону серебряного хребта / 銀嶺の果て
- 1947 — Время новых дураков / 新馬鹿時代 前編・後編
- 1948 — Пьяный ангел / 酔いどれ天使
- 1949 — Тихий поединок / 静かなる決闘
- 1949 — Дзякоман и Тэцу / Jakoman to Tetsu
- 1949 — Бездомный пёс / 野良犬
- 1950 — Донос на профессора Исинаку / Ishinaka sensei gyojoki
- 1950 — Скандал / 醜聞
- 1950 — Обручальное кольцо / Konyaku yubiwa
- 1950 — Расёмон / 羅生門
- 1950 — Сасаки Кодзиро – эпизоды жизни / Sasaki Kojiro
- 1950 — Побег / Datsugoku
- 1951 — Туда, где любовь и ненависть / Ai to nikushimi no kanata e
- 1951 — Элегия / Aika
- 1951 — Идиот / 白痴
- 1951 — Корабль пиратов / Kaizoku-sen
- 1951 — Встреча с призраком / Sengoha obake taikai
- 1951 — Кто знает женское сердце / Onnagokoro dare ka shiru
- 1952 — Араки Матаэмон: Дуэль на перекрестке у лавки ключей / Araki Mataemon: Ketto kagiya no tsuji
- 1952 — Сирена в тумане / Muteki … Chiyokichi
- 1952 — Жизнь куртизанки Охару / 西鶴一代女
- 1952 — Золотое яйцо / Kin no tamago: Golden girl
- 1952 — Бродяги Сэнгоку / Sengoku Burai
- 1952 — Любовники из Токио / Tokyo no koibito
- 1952 — Быстрое течение / Gekiryu
- 1952 — Мужчина, который пришёл в порт / Minato e kita otoko
- 1953 — Дуй, весенний ветерок / Fukeyo haru kaze
- 1953 — Объятие / Hoyo
- 1953 — Девушка-подсолнечник / Himawari musume
- 1953 — Орёл тихого океана / Taiheiyo no washi
- 1954 — Семь самураев / 七人の侍
- 1954 — Самурай: Путь воина / 宮本武蔵
- 1954 — Шум прибоя / 潮騒
- 1955 — Мужчина №1 / Dansei No. 1
- 1955 — Мирная жизнь. Часть 1 / Tenka taihei
- 1955 — Мирная жизнь. Часть 2 / Zoku tenka taihei
- 1955 — Был мужчина / Otoko arite
- 1955 — Самурай 2: Дуэль у храма / 続・武蔵・一乗寺の決闘
- 1955 — Я живу в страхе / 生きものの記録
- 1956 — Самурай 3: Поединок на острове / 宮本武蔵・決闘巌流島
- 1956 — Разрядник Дзюдо / Kuro-obi sangokushi
- 1956 — Город Гангстеров / Ankokugai
- 1956 — Расплата за любовь / Aijo no kessan
- 1956 — Сердце жены / Tsuma no kokoro
- 1956 — Бродяга / Narazu-mono
- 1956 — Судно заключённых / Shujinsen
- 1957 — Трон в крови / 蜘蛛巣城
- 1957 — Мужчина в Тайфуне / Arashi no naka no otoko
- 1957 — Счастье этим двум / Kono futari ni sachi are
- 1957 — Повесть о клане Ягю: Искусство ниндзя / Yagyu bugeicho
- 1957 — Рискующий герой / Kiken na eiyu
- 1957 — На дне / どん底
- 1957 — Окраина / Shitamachi
- 1958 — Ниндзюцу. Секретные свитки клана Ягю 2 / Yagyu bugeicho — Ninjitsu
- 1958 — Токийские каникулы / Tokyo no kyujitsu
- 1958 — Жизнь Мухомацу / 無法松の一生
- 1958 — Театр человеческой жизни: Молодость / Jinsei gekijo — Seishun hen
- 1958 — Три негодяя в скрытой крепости / 隠し砦の三悪人
- 1959 — Босс города гангстеров / Ankokugai no kaoyaku
- 1959 — Самурайская сага / 或る剣豪の生涯
- 1959 — Летопись банды эпохи Сэнгоку / Sengoku gunto-den
- 1959 — Форпост отчаянных / Dokuritsu gurentai
- 1959 — Рождение Японии / 日本誕生
- 1960 — Последняя перестрелка / Ankokugai no taiketsu
- 1960 — Риск самурая / Kunisada Chuji
- 1960 — Буря в Тихом океане / Hawai Middowei daikaikusen: Taiheiyo no arashi
- 1960 — Мужчины против мужчин / Otoko tai otoko
- 1960 — Плохие спят спокойно / 悪い奴ほどよく眠る
- 1960 — Тюсингура служащих / Sarariman Chushingura
- 1961 — Сказание о замке Осаки / Osaka-jo monogatari
- 1961 — Тюсингура служащих: Продолжение / Zoku sarariman Chushingura
- 1961 — Телохранитель / 用心棒
- 1961 — Гэн и бог огня Фудо / Gen to fudomyo-o
- 1962 — Отважный самурай / 椿三十郎
- 1962 — Важный человек / Ánimas Trujano (El hombre importante)
- 1962 — Тацу из Добуроку / Doburoku no Tatsu
- 1962 — Три господина из Токио / Zoku shacho yokoki
- 1962 — 47 ронинов / 忠臣蔵　花の巻　雪の巻
- 1963 — Крылья Тихого океана / Taiheiyo no tsubasa
- 1963 — Рай и ад / 天国と地獄
- 1963 — Наследство пятисот тысяч / Gojuman-nin no isan
- 1963 — Пират-самурай / 大盗賊
- 1964 — Вихрь / Shikonmado — Dai tatsumaki
- 1965 — Самурай-убийца / 侍
- 1965 — Красная борода / 赤ひげ
- 1965 — Гений дзюдо / Sugata Sanshiro
- 1965 — Отступление с Киски / англ. Retreat from Kiska / 太平洋奇蹟的作戰 金斯卡島 / たいへいようきせきのさくせん キスカ
- 1965 — Кровь и песок / Chi to suna
- 1966 — Меч судьбы / 大菩薩峠
- 1966 — Дикий Гоэмон / Abare Goemon
- 1966 — Приключения в замке Киган / Kiganjo no boken
- 1966 — Бушующие десять тысяч миль / Doto ichiman kairi
- 1966 — Большой приз / англ. Grand Prix
- 1967 — Бунт Самураев / 上意討ち －拝領妻始末－
- 1967 — Самый длинный день Японии / англ. Japan's Longest Day / Nihon no ichiban nagai hi
- 1968 — Солнце над Куробэ / 黒部の太陽
- 1968 — Адмирал Ямамото / Rengo Kantai Shirei Chokan: Yamamoto Isoroku / англ. Admiral Yamamoto
- 1968 — Гионский праздник / Gion matsuri
- 1968 — Ад на Тихом океане / англ. Hell in the Pacific
- 1969 — Знамёна самураев / 風林火山
- 1969 — Пять тысяч километров к славе / Eiko e no 5,000 kiro
- 1969 — Битва в Японском море / Nihonkai daikaisen
- 1969 — Красный лев / 赤毛
- 1969 — Синсенгуми / Shinsengumi
- 1970 — Битва самураев / 座頭市と用心棒
- 1970 — Падение сёгуната / Bakumatsu
- 1970 — Засада в ущелье смерти / 待ち伏せ
- 1970 — Одна солдатская авантюра / Aru heishi no kake
- 1971 — Красное солнце / англ. Red Sun, фр. Soleil rouge
- 1975 — Бумажный тигр / англ. Paper Tiger
- 1976 — Мидуэй / англ. Midway
- 1977 — Испытание человека / 人間の証明
- 1977 — Японский крёстный отец: Война амбиций / Nippon no don: Yabohen
- 1978 — Самурай сёгуна / Yagyu ichizoku no inbo
- 1978 — Собачья флейта / Inubue
- 1978 — Госпожа Огин / Ogin-sama
- 1978 — Падение замка Ако / Ako-jo danzetsu
- 1978 — Японский крёстный отец: Завершение войны / Nihon no don: kanketsuhen
- 1978 — Самурай советник / Tono Eijiro no Mito Komon
- 1979 — Зимнее убийство / англ. Winter Kills / Jakoman to Tetsu
- 1979 — Приключения Коскэ Киндаичи / Kindaichi Kosuke no boken
- 1979 — Секрет детективного расследования: Сеть в Эдо / Onmitsu doshin: Oedo sosamo
- 1979 — 1941 / англ. 1941
- 1980 — Высота 203 / 203 Kochi
- 1980 — Сёгун / англ. Shogun
- 1981 — Сэкигахара / Sekigahara
- 1981 — Инчхон / англ. Inchon
- 1981 — Десять сражений Синго: Часть 1 / Shingo juban shobu dai ichibu
- 1981 — Возвращение скромного ронина / Suronin makaritoru
- 1981 — Меч бусидо / англ. The Bushido Blade
- 1981 — Дочь! Летай на крыльях любви и слёз / Musumeyo! Ai to namida no tsubasa de tobe
- 1982 — Десять сражений Синго: Часть 2 / Shingo juban shobu dai nibu
- 1982 — Скромный ронин 2: Агония на рассвете / Suronin makaritoru dai nibu akatsuki no shito
- 1982 — Вызов / англ. The Challenge
- 1982 — Десять сражений Синго: Часть 3 / Shingo juban shobu dai sanbu ai ni iki-ken ni ikiru seishun
- 1982 — Скромный ронин: Часть 3 / Suronin makaritoru dai sanbu chikemuri no yado
- 1982 — Победа / Seiha
- 1982 — Счастливый жёлтый платок / Shiawase no kiiroi hankachi
- 1983 — Предательство на перевале Ятатэ / англ. Lowly Ronin: Betrayal At Yatate Pass / Suronin makaritoru dai yonbu sarumo jigoku nokorumo jigoku
- 1983 — Оркестр с «Микасы» / Nihonkai daikaisen: Umi yukaba
- 1983 — Странствующий самурай и девушка / Suronin makaritoru dai gobu namida ni kieru mikka gokuraku
- 1983 — Секрет опасной долины смерти / Makyo sessho-tani no himitsu
- 1983 — Японо-американская автомобильная война / Yusha ha katarazu
- 1983 — Театр жизни / Jinsei gekijo
- 1984 — Фехтовальщик Окита Соси / Moetechiru hono no kenshi Okita Sohji
- 1984 — Чудо Джо буревестника / Umitsubame Jyo no kiseki
- 1984 — Летняя встреча / Natsu no deai
- 1985 — Легенда о святой женщине / Seijo densetsu
- 1986 — Песня Гэнкаи Цурэдзурэ / Genkai tsurezure-bushi
- 1987 — Сицилийская связь / Sicilian Connection
- 1987 — Тора-сан едет на север / 男はつらいよ　知床慕情
- 1987 — Принцесса с Луны / 竹取物語
- 1989 — Смерть мастера чайной церемонии / 本覺坊遺文　千利休
- 1989 — Демоны приходят весной / Haru kuru oni
- 1991 — Клубничная дорога / Sutoroberi rodo
- 1991 — Путешествие чести / Kabuto
- 1992 — Тень волка / англ. Shadow Of The Wolf
- 1994 — Невеста по фотографии / англ. Picture Bride
- 1995 — Глубокая река / Fukai kawa
- 2015 — Мифунэ: Последний самурай / Mifune: The Last Samurai

## Награды
- 1958 — премия «Майнити» как лучшему актёру («Трон в крови»)
- 1961 — приз как лучшему актёру на Венецианском кинофестивале («Телохранитель»)
- 1962 — премия Blue Ribbon Awards как лучшему актёру («Телохранитель»)
- 1965 — приз как лучшему актёру на Венецианском кинофестивале («Красная борода»)
- 1966 — премия Blue Ribbon Awards как лучшему актёру («Красная борода»)
- 1988 — премия «Майнити» как лучшему актёру второго плана («Тора-сан едет на север»)
- 1988 — премия Blue Ribbon Awards как лучшему актёру второго плана («Тора-сан едет на север»)
- 1998 — специальный приз Японской академии